# Ameridion clemens
Ameridion clemens är en spindelart som först beskrevs av Claude Lévi 1959.  Ameridion clemens ingår i släktet Ameridion och familjen klotspindlar.
Artens utbredningsområde är Jamaica. Inga underarter finns listade i Catalogue of Life.